# Xã (Anh)

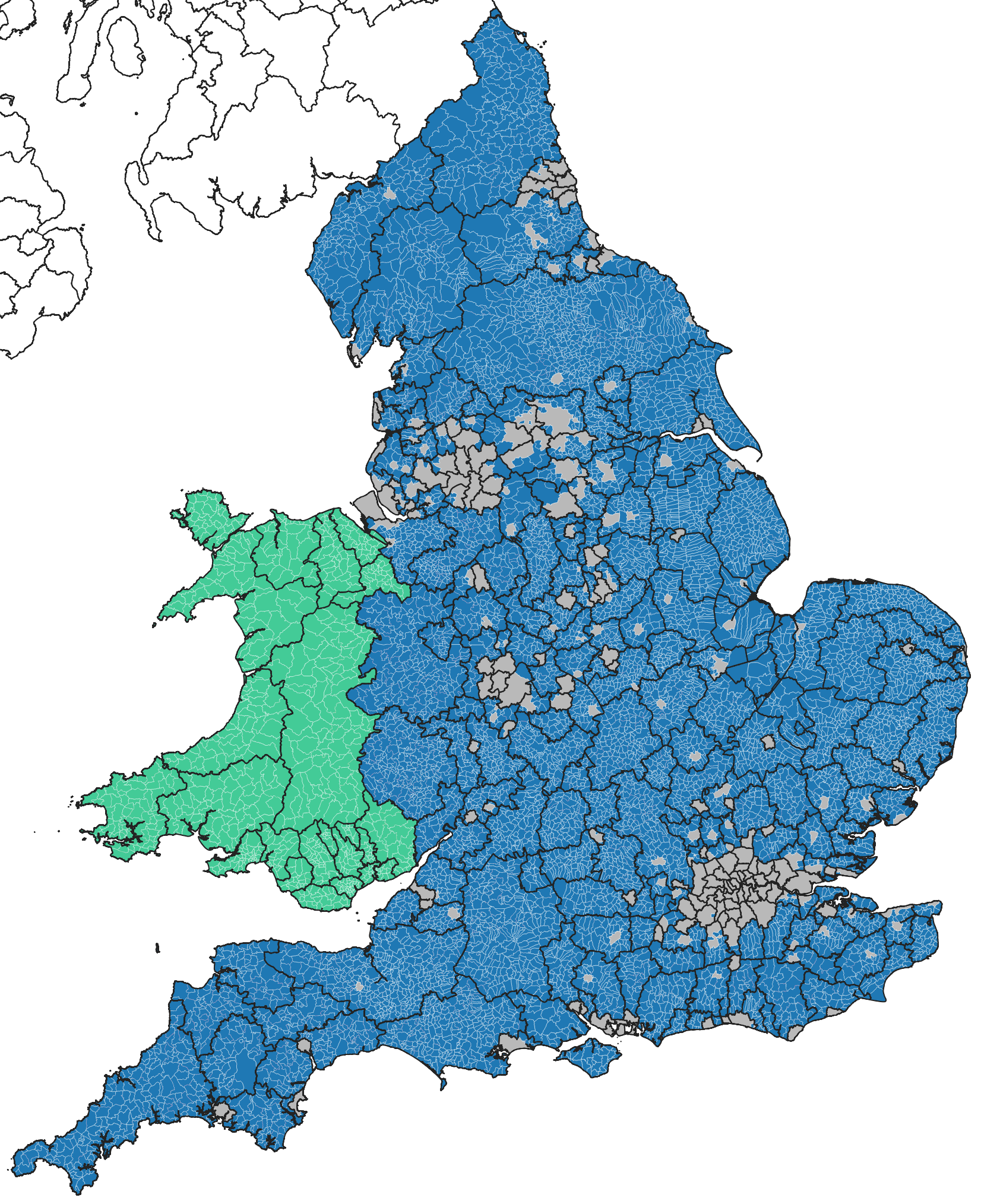
Bản đồ của xã ở Anh và Wales

Xã ở Anh (tiếng Anh: civil parish) là một đơn vị lãnh thổ, tầng thấp nhất của chính quyền địa phương dưới hạt (county), quận (district), hoặc hình thức kết hợp của chúng, cơ quan đơn nhất (unitary authority]). Đây là một đơn vị hành chính, khác với một giáo xứ (ecclesiastical parish).
Một xã Anh có thể có kích thước từ một thị trấn lớn với dân số khoảng 80.000 đến một ngôi làng có ít hơn một trăm cư dân. Trong một số trường hợp một xã có thể bao gồm một city (thành phố), nơi mà được vua ban cho địa vị này. Phản ánh tính chất đa dạng này, một xã có thể là một thị trấn, làng, khu phố hoặc cộng đồng bằng nghị quyết của hội đồng các xã. Khoảng 35% dân số Anh sống trong một xã. Tính đến ngày 31 tháng 12 năm 2015 ở Anh có 10.449 giáo xứ.
Ngày 01 tháng 4 năm 2014, Queen Park đã trở thành một xã đầu tiên trong Greater London. Trước năm 2008, việc thành lập các xã không được cho phép trong một Khu tự quản Luân Đôn (London borough).